# Se chiudo gli occhi non sono più qui
Se chiudo gli occhi non sono più qui è un film del 2013 diretto da Vittorio Moroni.

## Trama
Kiko è un sedicenne inquieto con la passione per l'astronomia trasmessagli dal padre, deceduto dopo essere stato investito da un pirata della strada. Vive con la madre filippina Marilou e il suo compagno Ennio, un cottimista edile che guida una squadra di immigrati clandestini. Anche Kiko, costretto da Ennio che non capisce il suo desiderio di conoscenza, lavora in cantiere e, di conseguenza, va male a scuola. Un giorno il ragazzo incontra Ettore, un insegnante in pensione che gli dice di essere un vecchio amico del padre e che lo vuole aiutare.